# Cdrtools
cdrtools (precedentemente noto come cdrecord) è un software di masterizzazione open source.
Alcune delle funzioni incluse sono:
- supporto per la creazione di CD Audio;
- supporto per la creazione di CD data;
- supporto per la creazione di CD mix (audio e data)
- supporto per masterizzare CD-R, CD-RW, DVD-R, DVD-R DL, DVD-RW, DVD+R, DVD+R DL, DVD+RW e Blu-ray Disc;
- supporto per dischi multi-sessione.
- Track At Once
- Disc At Once

Il pacchetto cdrtools comprende cdrecord, cdda2wav (per convertire i CD audio in WAV) e mkisofs/mkhybrid (per creare immagini ISO).
Le versioni più recenti sono solo per Linux, quelle per Mac OS X e Windows sono ferme rispettivamente al 2002 e al 2005.
Da cdrtools è derivato un fork per DVD-R Tools.